# Vibilia elongata
Vibilia elongata är en kräftdjursart som beskrevs av Chung Kun Shih och Hendrycks 2003. Vibilia elongata ingår i släktet Vibilia och familjen Vibiliidae. Inga underarter finns listade i Catalogue of Life.